# アサヒ醸造
アサヒ醸造株式会社（あさひじょうぞう）は福岡県柳川市に本社を置く食品メーカー。味噌と醤油の製造販売業務を行う。特に、合わせ味噌の製造方法には特徴があり、蒸した大豆を利用することで、大豆の旨味を凝縮した味噌の製造が得意である。

## 沿革
- 1910年 - 創業
- 1929年 - 合名会社高口商店設立
- 1962年 - アサヒ醸造株式会社に改名
- 1962年 - 福岡営業所設立
- 1964年 - 北九州営業所設立
- 2013年 - 【経済産業省】ものづくり中小企業・小規模事業者試作開発等支援補助金に採択。テーマは、『2次発酵を利用した「甘味料・旨味調味料」不使用の九州醤油の試作開発』
- 2014年 - 【経済産業省】中小企業・小規模事業者等ものづくり・商業・サービス革新事業に採択。テーマは、『「無塩味噌」と「無塩味噌を利用した栄養機能食品」の開発』
- 2014年 - 【環境省】温室効果ガス排出削減による中小事業者等経営強化促進事業に採択。
- 2015年 - 【農林水産省】技術革新を加速化する最先端分析技術の応用研究支援事業において、味噌のメタボロミクスにおける実証研究を実施。
- 2015年 - 【経済産業省】中小企業・小規模事業者等ものづくり・商業・サービス革新事業に採択。テーマは、『メタボローム解析を利用したアミノ酸増強甘酒の試作開発』

## 事業所
- 本社
  - 柳川市出来町24
- 営業所
  - 福岡営業所　福岡市南区大楠3-8-3
  - 北九州営業所　北九州市小倉北区浅野２丁目１番２１号

## 全国味噌鑑評会実績
2006年以前は割愛。
- 2007年 - 中央味噌研究所理事長賞
- 2008年 - 鑑評会審査長賞
- 2009年 - 鑑評会審査長賞
- 2010年 - 中央味噌研究所理事長賞
- 2011年 - 中央味噌研究所理事長賞
- 2012年 - 鑑評会審査長賞
- 2013年 - 農林水産大臣賞（合わせこうじ味噌）

## 全国醤油品評会実績
- 2012年 - 優秀賞（本醸造）
- 2013年 - 優秀賞（本醸造）
- 2015年 - 優秀賞（本醸造）

## その他実績
- 2014年 - 第16回福岡デザインアワードにて、産官学連携によって開発された「まろやかしょうゆ」が入賞。